# Бубич, Драган
Драган Бубич (сербохорв. Драган Бубић / Dragan Bubić; 1911, Стружац — 24 сентября 1941, Масловаре) — югославский рабочий, партизан времён Народно-освободительной войны Югославии, Народный герой Югославии.

## Биография
Родился в 1911 году в деревне Стружац (около Кутины, ныне Республика Хорватия) в семье бедного шахтёра. Детство провёл в Масловарах. Окончил начальную школу, поступил в художественную школу, однако бросил её из-за плохого материального положения и устроился работать на шахту в Масловаре до 1939 года. Был оттуда уволен по причине поддержки коммунистов. Продолжил работу на металлургическом комбинате в Зенице, однако снова был арестован полицией и лишён права работать. До марта 1941 года работал на рудниках Копаоника.
В марте 1941 года Драган добровольцем вступил в югославскую армию, неся службу на болгарской границе. Участвовал в нескольких столкновениях, попал в плен, откуда сбежал. Немцами был арестован и отправлен в концлагерь Теслич, откуда также вырвался на свободу. Вернулся в Масловаре, где скрывался от усташей. В августе 1941 года вступил в партизанское движение, в Борьянскую роту численностью 120 человек. Благодаря помощи партизанам в августе и был принят в Компартию. Боевое крещение принял в начале сентября.
24 сентября 1941 в Масловаре его рота атаковала усташскую заставу: Драгану нужно было с товарищем закидать укрепления гранатами и бомбами. Товарищ был ранен, и Драган бросился выручать его, в это же время усташи накрыли плотным огнём партизан. При попытке защитить раненого Драган был смертельно ранен пулей.
27 ноября 1953 Драгану Бубичу посмертно присвоено звание Народного героя Югославии.